# 多瑙河三角洲
多瑙河三角洲（羅馬尼亞語：Delta Dunării）位處羅馬尼亞多布罗加及烏克蘭敖德萨州，佔地3446平方公里，是歐洲第二大及保存得最好的三角洲。

## 地理資訊

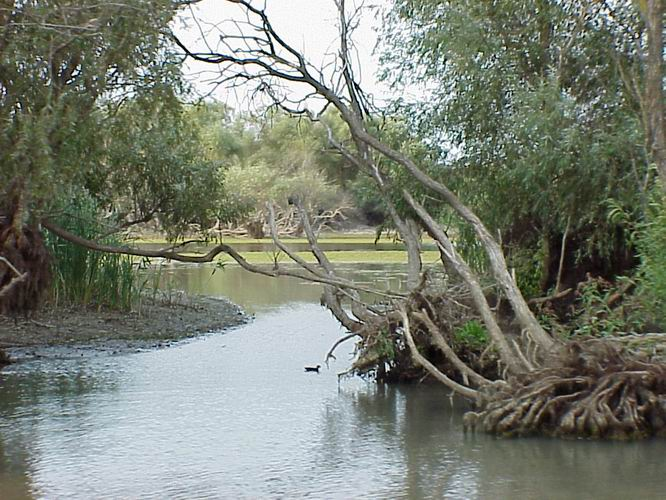
多瑙河三角洲一景

每年來自多瑙河的沖積把三角洲擴展大約40米，令其變動頻仍。在图尔恰县附近，多瑙河分为三条分支注入黑海：基利亚河、苏利纳河和圣格奥尔基河（圣乔治）。多瑙河尚分出许多其他的水道，将这片遍布芦苇、沼泽和森林的土地切割为无数小岛，其中许多在春夏季間常被洪水淹没。
蛇岛位處多瑙河三角洲，約有44平方公里。烏克蘭和羅馬尼亞对其有領土爭議。（土地為烏克蘭实际控制，但羅馬尼亞宣稱他們拥有這片领土的主权。）
2004年，乌克兰开始着手建造貝斯特里運河，希望能在黑海和乌克兰所属多瑙河三角洲之间開闢一条航道。欧洲联盟敦促乌克兰停工，因为该工程将会破坏罗马尼亚一方的湿地。罗马尼亚方面表示将致力保护该三角洲，并准备就此向国际法院起诉烏克蘭。

## 自然環境
多瑙河三角洲育有超過1,200種不同植物、300種鳥類在樹林棲息及45種淡水魚類在附近河流或沼澤活動。多瑙河三角洲已被UNESCO列作世界遺產及生物圈保護區。其中有大約2,733平方公里的面積被畫作嚴格保護地區。
每年有過百萬來自歐洲、亞洲、非洲及地中海地區的候鸟迁徙至多瑙河三角洲繁衍。
2,500年前，古希臘歷史學家希羅多德認為多瑙河被分作7道支流。

## 居住概況
現時約有15,000人居住在多瑙河三角洲附近，大部份居民借助傳統木製小船捕魚為生。其中包括利波万人，他们是1772年为了逃避宗教迫害而离开俄国的“旧教徒”的後代。利波万人的主要活动中心是在多瑙河三角洲乌克兰段的维尔科沃。

## 外部連結
- 多瑙河三角洲（英语）
- 多瑙河三角洲: 画廊
- 罗马尼亚与乌克兰就黑海大陆架划分问题起争议